# La cucaña
La cucaña es un lienzo de Francisco de Goya, realizado para la quinta El Capricho de los duques de Osuna en 1787. Forma parte de la serie conocida como cuadros para la alameda de los duques de Osuna. Goya tenía estrecho contacto con los duques desde 1785.

## Análisis
Como toda la serie, está impregnada de temáticas populares para el salón del duque. Entre la serie destacan cuadros como Asalto al coche, La caída, El columpio y Procesión de aldea.    
En La cucaña, se representa un asunto de temática popular y campestre arraigado en la iconografía dieciochesca. Goya mismo lo empleó en sus cartones para tapices. Los muchachos, aquí, trepan y luchan entre ellos para alcanzar la cima del palo, donde se han colocado roscas y pollos, a guisa de premio. En medio del paisaje difuminado es posible distinguir unas casas de labor, y a una multitud arremolinada en torno al palo. Goya demuestra aquí su capacidad para interpretar este tipo de asuntos. 

## La cucaña (1810)
Goya pinta una nueva versión de este tema en 1810. 
Se trata de un cuadro al óleo que forma parte de la serie de pinturas adjudicadas a su hijo Javier Goya en 1812. En tonos mucho más oscuros que los del cartón de 1787, nos muestra a un grupo de personas en torno a una cucaña, con un edificio blanco sobre una colina al fondo que concentra la mayor parte de la luz. 